# 吾妻鏡
《吾妻鏡（あずまかがみ）》，又称《東鑑》，是日本的一本编年体史书。全书52卷（缺第45卷），用变体汉文和日记体裁写成。
該書是鎌倉幕府的官方史书，记载了从治承四年（1180年）4月以仁王和源賴政征讨平氏，至文永三年（1266年）宗尊親王歸京的87年历史。
「吾妻」是地名，是日本關東地方的總稱，日本神話中，日本武尊渡海時嘲笑海神，海神怒而興風作浪，日本武尊陷於危難，其妻弟橘媛投水向海神謝罪，風波止息，但弟橘媛因此喪命，後日本武尊懷念其妻，在碓日坂大喊「吾妻者也（又作吾嬬者耶）」，關東從此雅稱為「吾妻」（あずま）。「鏡」即以史為鑑之意。
本書成於镰仓时代末期的1300年左右，具体作者已不可考，但應是由幕府中樞的多人編纂，從當時當權的北条得宗家的角度來記述，是研究鎌倉時代的基本史料。需注意的是，編纂者的立場偏頗，對源氏三代的評價十分嚴厲，強調北条得宗家的活躍。因此，閱讀時可對照同時代的公家日記，如《愚管抄》《玉葉》。
《吾妻鏡》的記載始於1180年，以仁王的令旨傳至伊豆的北条館，終於1266年，第六代將軍宗尊親王到京都辭去宮將軍的官職。主要內容包括治承·壽永之亂與平氏政權的滅亡、鎌倉幕府的成立、承久之亂、執權政治之始、1246年的宮騷動與翌年的寶治合戰、得宗當權的確立。全書以編年體記述、如日記的文體，是變體漢文的一種，也稱為吾妻鏡體。
後人在評價其價值時，指出因為有為北条氏正當化的曲筆，且許多材料會基於編纂者的立場予以刪減，因此不可盡信。不過鎌倉時代恐怕沒有其他可以與之相比的史料，故還是可以從中抽取出有用的資訊。
清朝诗人和日本研究家黃遵憲《日本国志书成志感》诗：
湖海归来气未除，忧天热血几时摅。
千秋鉴借吾妻镜，四壁图悬人境庐。
改制世方尊白统，罪言我窃比黄书。
频年风雨鸡鸣夕，洒泪挑灯自卷舒。
指的即是此书。清嘉慶十九年（1814年）翁廣平參考日本國史數十種，補述成《吾妻鏡補》。

## 外部連結
- （日語）（中文）.   [2008-04-02]. （原始内容存档于2008-04-01）.